# Иглесиас, Рафаэль
Аргентино Рафаэль Иглесиас, известный как Рафаэль Иглесиас (исп. Argentino Rafael Iglesias; 25 мая 1924, Авельянеда, Аргентина — 1 января 1999, Сан-Хуан, Аргентина) — аргентинский боксёр, чемпион Олимпийских игр в Лондоне (1948) в тяжёлом весе.

## Спортивная карьера
Принял участие в Олимпийских играх в Лондоне (1948), где завоевал золотую медаль.

В тяжёлом весе в турнире участвовало 17 человек. Допускалось участие одного представителя от каждой страны.
Результаты на Олимпийских играх 1948 (вес свыше 80 кг):

Победил Хосе Артуро Рубио (Испания) по очкам

Победил Уберо Баччильери (Италия) по очкам

Победил Джона Артура (Южная Африка) по очкам

Победил Гуннара Нильссона (Швеция) нокаутом во 2-м раунде
В 1952 году провёл единственный профессиональный бой, в котором потерпел поражение нокаутом.

## Интересные факты
- В 1949 году снялся в аргентинском художественном фильме "Десять секунд" (исп. "Diez segundos").